# ایندورامین
ایندورامین (انگلیسی: Indoramin) (نام‌های تجاری Baratol و Doralese) یک دارو و عامل آنتی‌آدرنرژیک پیپریدین است.
این دارو یک آنتاگونیست انتخابی گیرنده آدرنرژیک آلفا-۱ با اثر مستقیم سرکوب میوکارد است. بنابراین، منجر به تاکی‌کاردی رفلکس نمی‌شود. همچنین در هیپرپلازی خوش‌خیم پروستات (BPH) استفاده می‌شود.
معمولاً از تریپتوفول سنتز می‌شود.

## دوز
ایندورامین معمولاً در صورت استفاده در BPH به عنوان قرص ۲۰ میلی‌گرمی تجویز می‌شود.

## اثرات جانبی
خواب‌آلودگی، سرگیجه، خشکی دهان، گرفتگی و احتقان بینی، سردرد، خستگی، افزایش وزن، فشار خون پایین، افت فشار خون وضعیتی، افسردگی، مشکلات مربوط به انزال، اسهال، تهوع، افزایش نیاز به دفع ادرار و تپش قلب.